# A Confederacy of Dunces
A Confederacy of Dunces (Brasil: Uma Confraria de Tolos / Portugal: Uma Conspiração de Estúpidos) é um romance picaresco escrito por John Kennedy Toole. Foi publicado em 1980, onze anos depois do suicídio do autor, por meio dos esforços de Walker Percy e da mãe de Toole. A obra foi considerada primeiramente um clássico cult e, depois, um sucesso mainstream. O livro ganhou o prêmio Pulitzer para ficção e é hoje considerado um trabalho canônico da moderna literatura americana.